# Grad Vitanje (stari grad)
Grad Vitanje - stari grad (nemško Burg Alt-Weitenstein ) ali »Goležev grad« je stal na strmi skali južno od naselja oziroma trga Vitanje, na južni strani ceste, ki vodi iz Vitanja v Socko in naprej v Celje.  Grad, ki je bil pozidan v začetku 12. stoletja, je bil pozneje nekajkrat prezidan, še posebej po potresu leta 1201. Opuščen je bil v začetku 17. stoletja; njegove mogočne ruševine še kažejo romansko grajsko jedro in obodne zidove ter ostanke mogočnega grajskega stolpa.

## Zgodovina
Stari grad Vitanje so postavili krški škofje v prvi tretjini 12. stoletja. Po eni razlagi naj bi bilo njegovo ime slovenskega izvora in sicer nemška izvedenka iz besede “vitati”, ki pomenila prenočevati ali tudi pozdravljati. Po drugi razlagi pa ime gradu izhaja iz imena prvega krškega gradiščana in ministeriala krških škofov plemiča po imenu Vito, ki je umrl pred letom 1144. Posredno je grad prvič omenjen leta 1107 (v pisnem viru omenjen vitez Marchward iz Witenstaina). Iz leta 1144 pa je prva neposredna omemba gradu poimenovanem po določenem plemiču, Adalbertu de Witenstein. 
Vitanjski stari grad je tako eden najstarejših gradov na ozemlju sedanje Slovenije. Bil je upravni center dominikalne posesti krških škofov in njenih fevdov severno od Celja. Gospostvo Vitanje se je nahajalo na ozemlju, ki je leta 1042 z dediščino grofice Heme Breško-Selške pripadlo krškemu samostanu in tridesel let pozneje novoustanovljeni krški škofiji. V 70-ih letih  12. stoletja  je grad  (“Castrum Witenstain”) napadel neki Herman. Verjetno je šlo za sina koroškega vojvode Hermana Spanheimskega. V letih 1154 in 1173 se omenja vitez Odalskalk (“Odelschalkus de Witenstainde”). Pred letom 1224 so grad dobili v upravljanje vitezi bratje Wulfing, Bertold in Henrik, ki so se začeli imenovati po gradu.  Kasneje je na gradu živelo več gradiščanov, tako je med letoma 1287 in 1295 tam živel Henrik Magendorfski, leta 1279 in 1305 je omenjen vitez Henrik Lušperški. Leta 1306 sta bila gradiščana na Vitanjskem gradu Ulschalk in Wulfing Lindeška.  Lindeški, med katerimi je prvi omenjen vitez Heinz leta 1275, so bili ministeriali krške škofije. V začetku 14. stoletja znani vitez Wulfing I. Lindeški (1299-1335) se večkrat pojavlja v krogu Ulrika Žovneškega. V drugi polovici 14. stoletja sta poznana Wulfing II. in Popo, ki se je do leta 1414 imenoval po Vitanju, kjer je imel stolp in nekaj krških fevdov, sicer pa je živel na Celjskem dvoru.  Leta 1376 na gradu najdemo Ulrika Schenka, leta 1404 pa Konrada iz Globasnice.
Leta 1201 je bil stari Vitanjski grad močno poškodovan v potresu, vendar so ga obnovili. Do leta 1413 so ga upravljali vitanjski vitezi, nato pa kastelani iz sosednjega, novega gradu, ki je bil zgrajen že pred letom 1322, saj se v listini iz tega leta stari vitanjski grad že omenja kot “altes haus”. V začetku 17. stoletja so stari vitanjski grad opustili in prepustili v ruševine, saj je na Vischerjevi upodobitvi iz časa okoli 1681 videti že precej zapuščen.